# Szápár
Szápár (szlovákul: Capár, Cáfár) község Veszprém vármegyében, a Zirci járásban.

## Fekvése
Zirctől mintegy 16 kilométerre északkeletre fekszik, Veszprém vármegye keleti szélén, Csetény és a már Fejér vármegyéhez tartozó Bakonycsernye közt, a Szapári-ér mentén. Belterületének déli szélén halad el a Zirc és Mór között húzódó 8216-os út, amelybe itt torkollik bele, 18 kilométer megtétele után, déli irányból, Várpalota felől a 8213-as út. Főutcája a 8213-as út egyenes folytatásaként, de már önkormányzati útként induló, majd a Szapári-ér keresztezése után keletnek forduló Kossuth Lajos utca.

## Története
Szápár a Szapáry család ősi lakhelye volt. Nevét az oklevelek 1341-ben említették először. A Szapáryak Sánc-hegyen álló várkastélya a török hódoltság alatt a faluval együtt elpusztult, a falu később is csak mint puszta szerepelt.
A település és környéke a 18. századig lakatlanul állt, egy ideig a Cseszneki vár tartozékai közé tartozott.
1752-ben az elnéptelenedett települést a Szapáry család népesítette újra Nyitra és Trencsén vármegyei katolikus szlovákokkal, akik részben a közeli Akáról települtek tovább. Az újonnan érkezett lakók földműveléssel, állattenyésztéssel, fa- és faszénkereskedelemmel foglalkoztak.
1855-ben Stinner Ferenc és Sámuel lett Szápár új birtokosa.
A településen a 19. században szénbányát nyitottak, az itt felszínre hozott szén a nagy gyantatartalma miatt akár gyufával is meggyújtható volt. A bánya munkát adott a helyi lakosság egy részének, azonban nem volt hosszú életű, mivel az itt bányászott szén mennyisége kevés volt a gazdaságos működéshez, ráadásul a szállítás sem volt megoldott. Ezért az első bányát rövidesen bezárták, majd 1908-ban újra megnyitották. Ekkor a szállítást a bodajki vasútállomásig kiépített lóvasúttal oldották meg, de a rossz termelési viszonyok miatt a 20. század harmincas évei körül végleg bezárták.
1910-ben 657 lakosából 257 magyar, 55 német, 344 szlovák volt. Ebből 598 római katolikus, 36 református, 15 izraelita volt.
A 20. század elején Veszprém vármegye Zirci járásához tartozott.
1947-ben a csehszlovák–magyar lakosságcsere keretében több szlovák család költözött innen a felvidéki Martos településre, onnan pedig felvidéki magyarok érkeztek Szápárra.

## Közélete

### Polgármesterei
- 1990–1994: Fábik Ferenc (független)[5]
- 1994–1998: Fábik Ferenc (független)[6]
- 1998–2002: Fábik Ferenc (független)[7]
- 2002–2003: Fábik Ferenc (független)[8]
- 2004–2006: Fábik Ferenc (független)[9]
- 2006–2009: Bálint Sándor (független)[10]
- 2010–2010: Maros Éva Mária (független)[11]
- 2010–2014: Bálintné Schmidt Ildikó (független)[12]
- 2014–2019: Bálintné Schmidt Ildikó (független)[13]
- 2019–2024: Trojákné Szita Katalin (független)[14]
- 2024– : Trojákné Szita Katalin (független)[1]

A településen 2004. február 28-án időközi polgármester-választást (és képviselő-testületi választást) tartottak, az előző képviselő-testület önfeloszlatása miatt. A választáson a korábbi faluvezető is elindult, és meg is nyerte azt.
2010. március 28-án újra időközi polgármester-választást kellett tartani Szápáron, ezúttal azért, mert az előző polgármester néhány hónappal korábban elhunyt.

## Népesség
A település népességének változása:
| Lakosok száma | 485  | 485  | 481  | 458  | 478  | 469  | 477  |
|               | 2013 | 2014 | 2015 | 2021 | 2022 | 2023 | 2024 |

A 2011-es népszámlálás során a lakosok 94,2%-a magyarnak, 11,3% szlováknak mondta magát (5,8% nem nyilatkozott; a kettős identitások miatt a végösszeg nagyobb lehet 100%-nál). A vallási megoszlás a következő volt: római katolikus 71,9%, református 2,9%, evangélikus 2,5%, felekezeten kívüli 4,4% (17,9% nem nyilatkozott).
2022-ben a lakosság 93,9%-a vallotta magát magyarnak, 2,9% szlováknak, 0,6% románnak, 0,4% németnek, 0,2% szlovénnek, 1,3% egyéb, nem hazai nemzetiségűnek (6,1% nem nyilatkozott; a kettős identitások miatt a végösszeg nagyobb lehet 100%-nál). Vallásuk szerint 47,1% volt római katolikus, 3,8% református, 3,3% evangélikus, 0,4% görög katolikus, 0,8% egyéb keresztény, 1,7% egyéb katolikus, 13% felekezeten kívüli (29,9% nem válaszolt).

## Nevezetességek
- Katolikus templom
- Szápári szélerőmű
- Nepomuki Szent János szobor
- Horgásztó
- Mária-szobor a központban

## Képgaléria

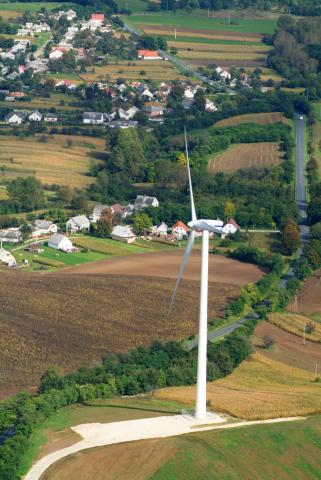
Szápár légifotója a csetényi szélerőművel
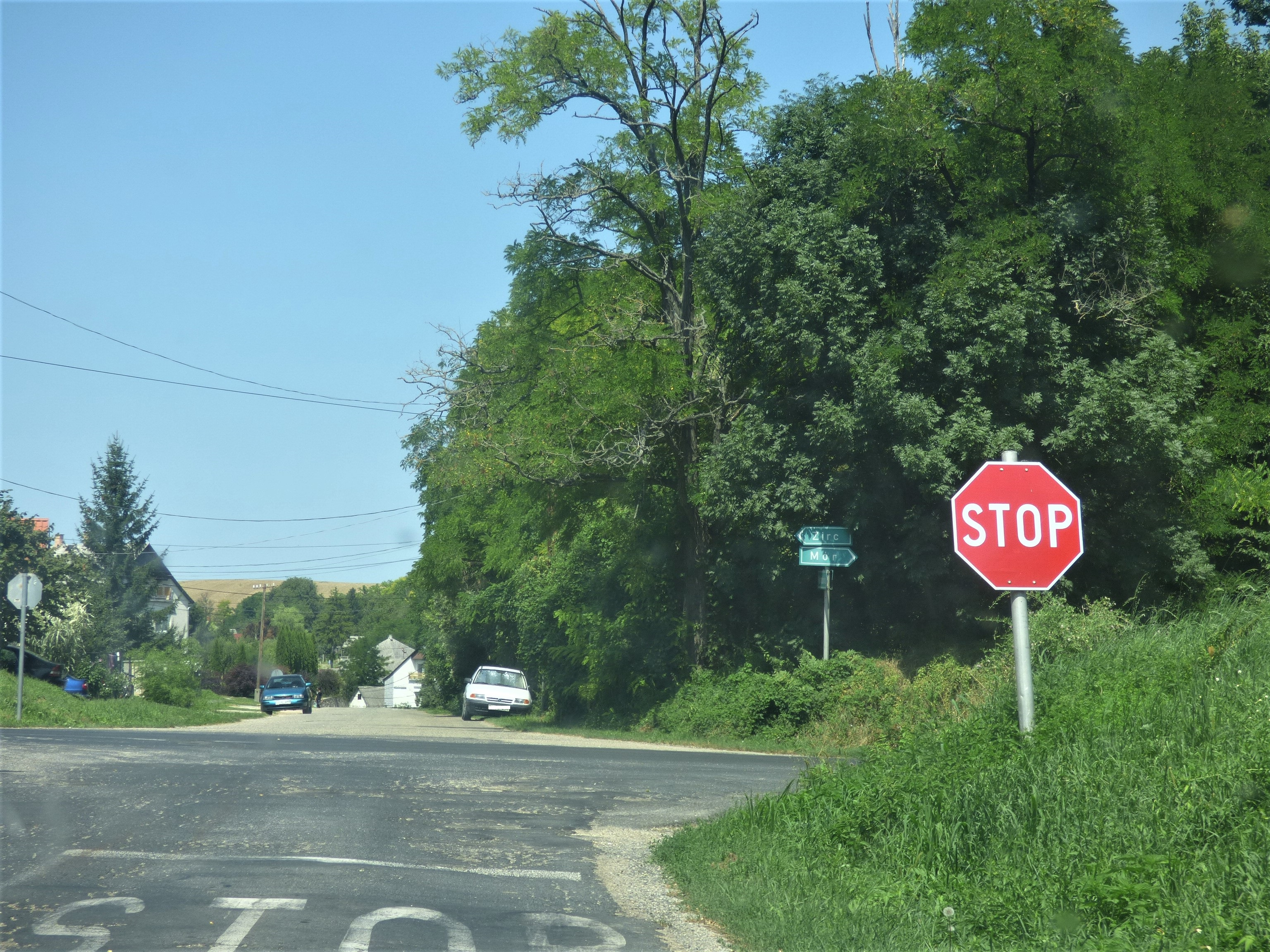
A 8213-as és 8216-os utak keresztezése, szemben a szápári bekötőút

## Lásd még
- Szapáry család

## Külső hivatkozások
- Szápár község hivatalos honlapja